# Phyllophaga baneta
Phyllophaga baneta är en skalbaggsart som beskrevs av Saylor 1943. Phyllophaga baneta ingår i släktet Phyllophaga och familjen Melolonthidae. Inga underarter finns listade i Catalogue of Life.